# Mercedes-Benz Classe GLA (Type 247)
 (avril 2020).
Si vous disposez d'ouvrages ou d'articles de référence ou si vous connaissez des sites web de qualité traitant du thème abordé ici, merci de compléter l'article en donnant les références utiles à sa vérifiabilité et en les liant à la section « Notes et références ».
La GLA Type 247 est un crossover urbain commercialisé par le constructeur automobile allemand Mercedes-Benz depuis 2020. Elle est la seconde génération du modèle après la GLA Type 156 produite de 2014 à 2020. Elle est élue « plus belle voiture de l'année 2021 ».

## Historique
La seconde génération de la GLA est dévoilée le 11 décembre 2019 à Stuttgart en Allemagne, avant sa première exposition publique mondiale au Salon de l'automobile de Bruxelles en janvier 2020, puis au Salon international de l'automobile de Genève 2020.
En 2023, le GLA est restylé avec l'apparition d'un nouveau bouclier avant, un sabot de protection apparent, et de nouveaux feux à LED à l'avant comme à l'arrière tout comme une calandre revue.

## Les différentes versions

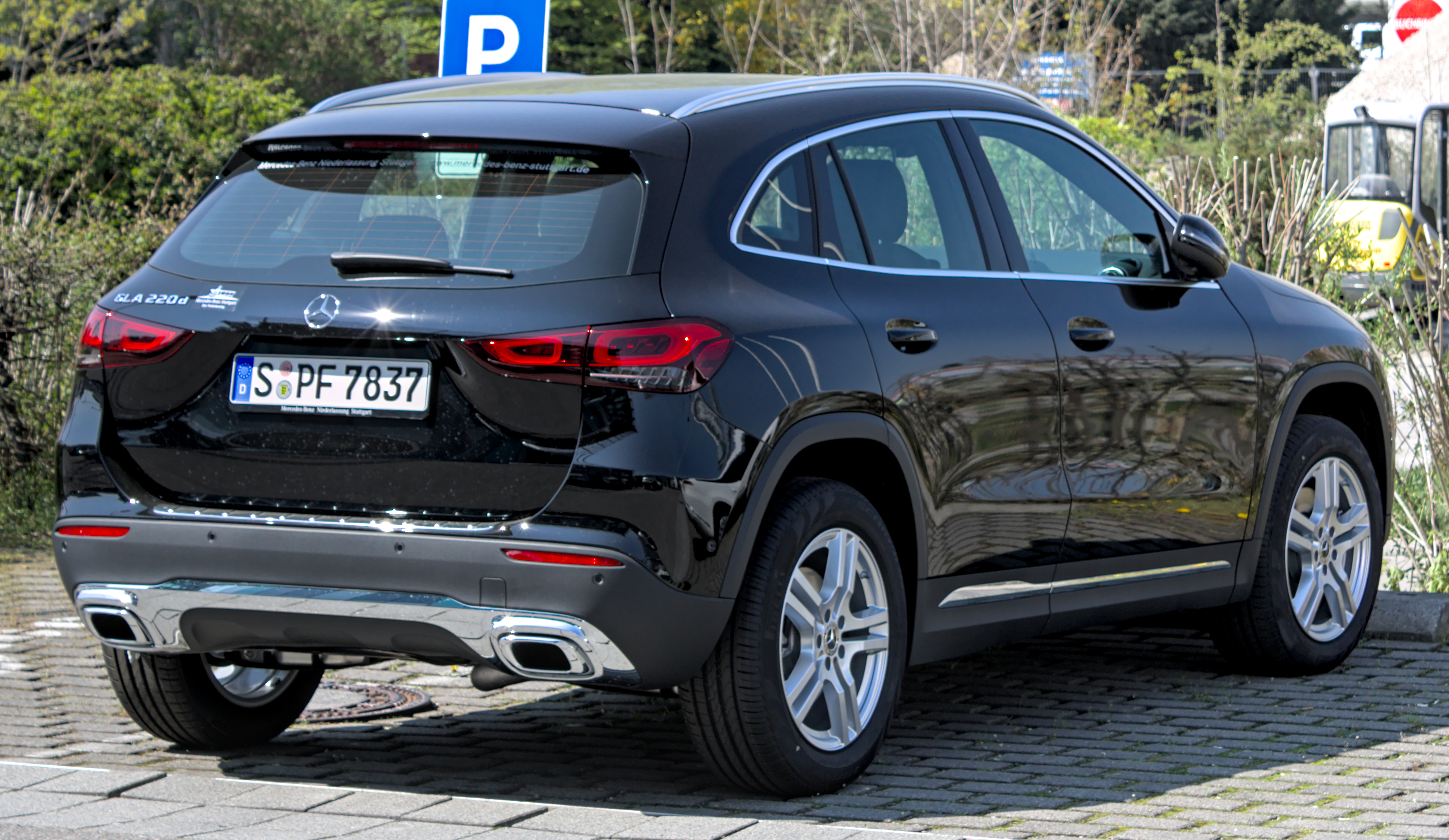
Vue arrière.

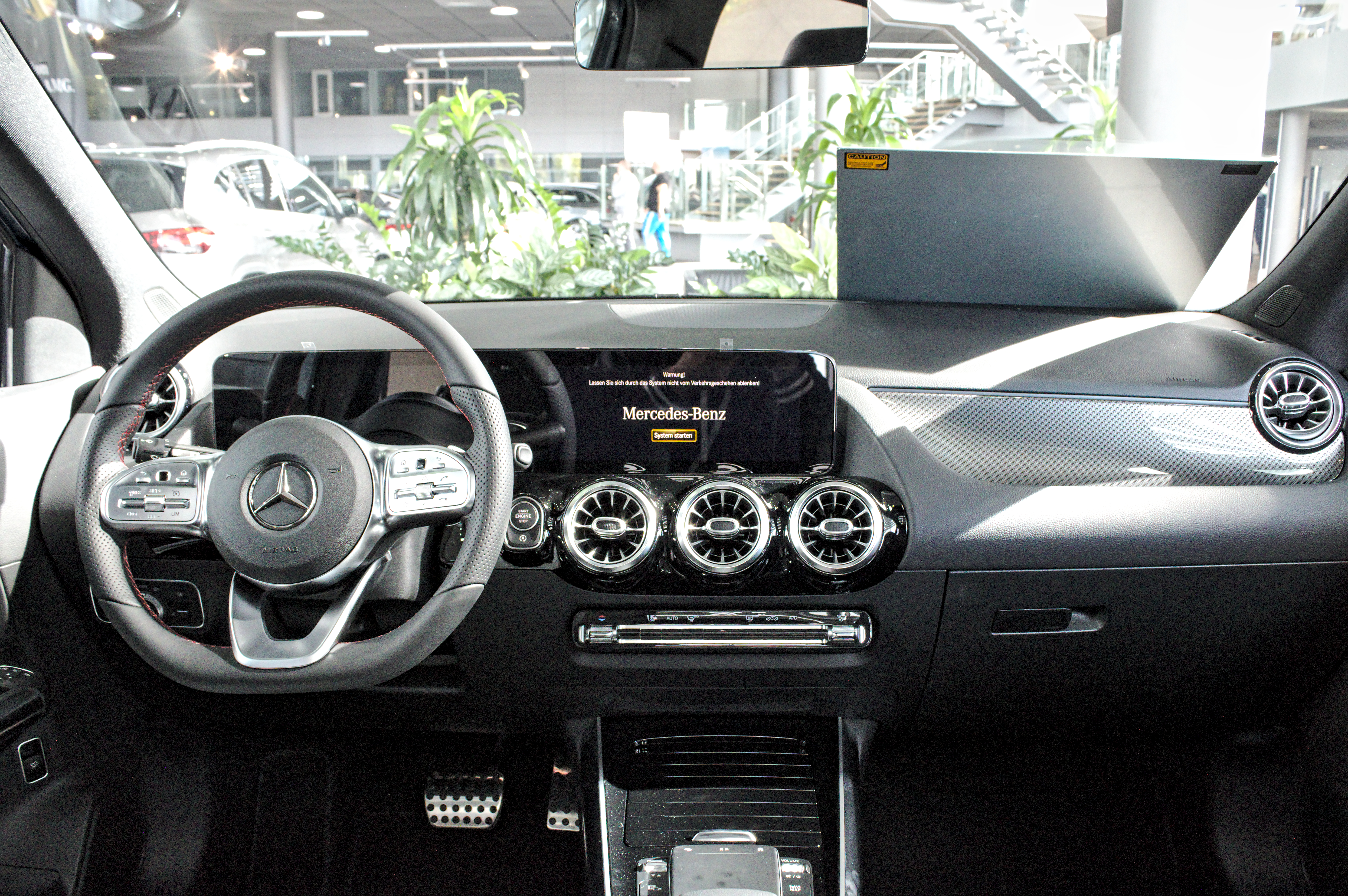
Intérieur.

Légende couleur : Essence ; Diesel ; Hybride

### Version spécifiques
AMG
- Voir : Mercedes-AMG Type 247.

## Caractéristiques

### Motorisations
La Type 247 est disponible avec huit motorisations différentes de quatre cylindres lors de son lancement (deux essence, cinq diesel et un hybride-essence).
- Du côté des moteurs essence : 
  - le M 282 quatre cylindres en ligne à injection directe de 1,3 litre avec turbocompresseur faisant 163 ch. Disponible sur la GLA 200.
  - le M 260 quatre cylindres en ligne à injection directe de 2,0 litre avec turbocompresseur faisant 224 ch. Disponible sur les GLA 250.

- Du côté des moteurs diesel : 
  - le OM 654 quatre cylindres en ligne à injection directe Common Rail de 1,9 litre avec turbocompresseur faisant 116 ch. Disponible sur la GLA 180 d.
  - le OM 654 quatre cylindres en ligne à injection directe Common Rail de 1,9 litre avec turbocompresseur faisant 150 ch. Disponible sur les GLA 200 d.
  - le OM 654 quatre cylindres en ligne à injection directe Common Rail de 1,9 litre avec turbocompresseur faisant 190 ch. Disponible sur les GLA 220 d.

- Du côté du moteur hybride-essence : 
  - le M 282 quatre cylindres en ligne à injection directe de 1,3 litre avec turbocompresseur faisant 218 ch. Disponible sur la GLA 250 e.

Tous les moteurs sont conformes à la norme anti-pollution Euro 6.
| Modèle                               | Construction   | Moteur + Nom                        | Cylindrée         | Performance                    | Couple                     | 0 à 100 km/h | Vitesse maximale | Consommation + CO2                |
| ------------------------------------ | -------------- | ----------------------------------- | ----------------- | ------------------------------ | -------------------------- | ------------ | ---------------- | --------------------------------- |
| GLA 200 (boite automatique 7)        | .../2020 - ... | 4 cylindres en ligne M 282 DE 14 AL | 1 332 cm3 (1,3 L) | 120 kW (163 ch) à 5 500 tr/min | 250 N à 1 620-4 000 tr/min | 8,7 s        | 210 km/h         | 5,7 - 6,0 L/100 km 133 - 137 g/km |
| GLA 250 (boite automatique 8)        | .../2020 - ... | 4 cylindres en ligne M 260 DE 20 AL | 1 991 cm3 (2,0 L) | 165 kW (224 ch) à 5 500 tr/min | 350 N à 1 800-4 000 tr/min | 6,9 s        | 240 km/h         | 6,5 - 6,7 L/100 km 148 - 153 g/km |
| GLA 250 4MATIC (boite automatique 8) | .../2020 - ... | 4 cylindres en ligne M 260 DE 20 AL | 1 991 cm3 (2,0 L) | 165 kW (224 ch) à 5 500 tr/min | 350 N à 1 800-4 000 tr/min | 6,7 s        | 240 km/h         | 6,9 - 7,1 L/100 km 158 - 163 g/km |

| Modèle                                 | Construction   | Moteur + Nom                           | Cylindrée         | Performance                          | Couple                     | 0 à 100 km/h | Vitesse maximale | Consommation + CO2                |
| -------------------------------------- | -------------- | -------------------------------------- | ----------------- | ------------------------------------ | -------------------------- | ------------ | ---------------- | --------------------------------- |
| GLA 180 d (boite automatique 8)        | .../2020 - ... | 4 cylindres en ligne OM 654q DE 20 SCR | 1 950 cm3 (1,9 L) | 85 kW (116 ch) à 3 400-4 400 tr/min  | 280 N à 1 200-2 600 tr/min | ... s        | ... km/h         | ... L/100 km ... g/km             |
| GLA 200 d (boite automatique 8)        | .../2020 - ... | 4 cylindres en ligne OM 654q DE 20 SCR | 1 950 cm3 (1,9 L) | 110 kW (150 ch) à 3 400-4 400 tr/min | 320 N à 1 400-3 200 tr/min | 8,6 s        | 208 km/h         | 4,9 - 4,8 L/100 km 121 - 126 g/km |
| GLA 200 d 4MATIC (boite automatique 8) | .../2020 - ... | 4 cylindres en ligne OM 654q DE 20 SCR | 1 950 cm3 (1,9 L) | 110 kW (150 ch) à 3 400-4 400 tr/min | 320 N à 1 400-3 200 tr/min | 8,9 s        | 205 km/h         | 4,9 - 5,2 L/100 km 130 - 138 g/km |
| GLA 220 d (boite automatique 8)        | .../2020 - ... | 4 cylindres en ligne OM 654q DE 20 SCR | 1 950 cm3 (1,9 L) | 140 kW (190 ch) à 3 800 tr/min       | 400 N à 1 600-2 600 tr/min | 7,4 s        | 222 km/h         | 4,7 - 4,9 L/100 km 123 - 129 g/km |
| GLA 220 d 4MATIC (boite automatique 8) | .../2020 - ... | 4 cylindres en ligne OM 654q DE 20 SCR | 1 950 cm3 (1,9 L) | 140 kW (190 ch) à 3 800 tr/min       | 400 N à 1 600-2 600 tr/min | 7,3 s        | 219 km/h         | 5,0 - 5,3 L/100 km 133 - 140 g/km |

| Modèle                  | Construction   | Moteur + Nom & Capacité batt.                                         | Cylindrée         | Performance                                                                        | Couple                                                | 0 à 100 km/h | Vitesse maxi | Consommation + CO2              |
| ----------------------- | -------------- | --------------------------------------------------------------------- | ----------------- | ---------------------------------------------------------------------------------- | ----------------------------------------------------- | ------------ | ------------ | ------------------------------- |
| A 250 e (boite auto. 8) | .../2020 - ... | Thermique : 4 cylindres en ligne M 282 DE 14 AL Électrique : 15,6 kWh | 1 332 cm3 (1,3 L) | Thermique : 118 kW (160 ch) Électrique : 75 kW (102 ch) Combinée : 160 kW (218 ch) | Thermique : 250 N Électrique : 300 N Combinée : 450 N | 7,1 s        | 220 km/h     | 1,6 - 1,8 L/100 km 38 - 42 g/km |

### Mécanique
La 247 est principalement équipée d'une boîte de vitesses automatique à 8 rapports nommée 8G-DCT. Elle peut également être équipée d'une boîte automatique à 7 rapports nommée 7G-DCT.

### Carrosserie
Le GLA Type 247 repose sur la plate-forme technique de la Classe A Type 177.

### Finitions
En juin 2021, les différents niveaux de finition du GLA Type 247 en France sont :
- Progressive Line
- Business Line
- AMG Line